# Manifestations pour la défense du tibétain en 2010

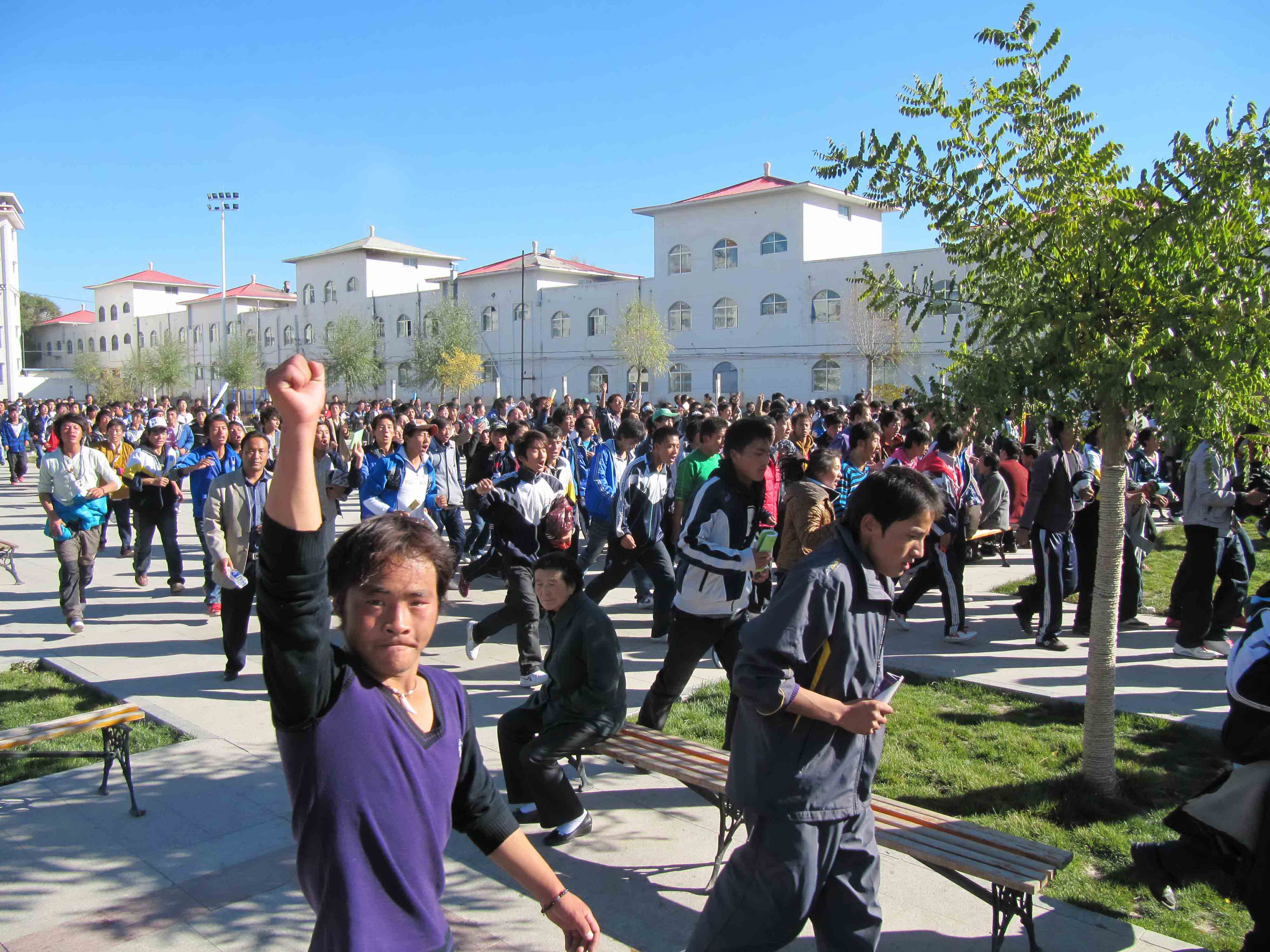
Près de 2000 étudiants manifestent dans la ville de Chabcha

Les manifestations pour la défense du tibétain en 2010 sont des manifestations qui se sont déroulées en octobre 2010 dans le Qinghai. 

## Manifestations
En octobre 2010, des collégiens ont manifesté pour la défense de la langue tibétaine dans les préfectures autonomes tibétaines du Golok, du Hainan et du Huangnan. Les manifestants protestaient contre la politique d'éducation bilingue, qui permet d'imposer le Chinois à partir de l'école primaire. L'écrivaine et blogueuse Tsering Woeser estime que les principes d'autonomie pour les régions autonomes tibétaines ne sont pas appliqués, alors qu'en principe, la Constitution et les lois chinoises mettent en avant l'importance de la langue pour les minorités ethniques.